# Estret de Clarence
L'estret de Clarence, inicialment estret Duke of Clarence és un estret del sud-est d'Alaska, als Estats Units, a l'arxipèlag Alexander. L'estret separa l'illa del Príncep de Gal·les, al costat oest, de l'illa Revillagigedo i l'illa Annette, a l'est. Fa 203 km de llargada, entre l'entrada Dixon i l'estret de Sumner.
George Vancouver li va atorgar aquest nom el 1793 en honor al príncep Guillem, duc de Clarence. Jacinto Caamaño, que havia explorat la regió un any abans de Vancouver, l'havia anomenat "estret Entrada de Nuestra Senora del Carmen".